# Ли, Танит
Танит Ли (англ. Tanith Lee; 19 сентября 1947, Лондон, Англия — 24 мая 2015 года) — британская писательница в жанрах научная фантастика, хоррор, фэнтези. Автор более 70 романов и 250 рассказов, детских книг, поэм. Также написала сценарий для двух эпизодов научно-фантастического сериала BBC Семёрка Блейка.
Танит Ли вышла замуж за писателя Джона Кэина (англ. John Kaiine) в 1992 году.
До того, как стать профессиональной писательницей, Танит работала ассистенткой в библиотеке, а также официанткой. Первым опубликованным рассказом стал «Юстас» в 1968 году. Её первый роман (для детей) «The Dragon Hoard» вышел в 1971 году. Успех пришёл к Танит Ли после выхода цикла «Белая Ведьма» (англ. The Birthgrave), фэнтезийного эпика для взрослых.
Ли умерла в своем доме в Восточном Суссексе от рака молочной железы 24 мая 2015 года.

## Основные произведения
- Белая ведьма
- Сага о плоской земле
- Висские войны
- Сайрион
- Пиратика
- Серия "С.И.Л.В.Е.Р"

## Премии и награды
- 1979, British Fantasy Award (Премия им. Августа Дерлета) за роман «Владыка смерти» (Death’s Master)
- 1983, Всемирная премия фэнтези за рассказ «The Gorgon»
- 1984, Всемирная премия фэнтези за рассказ «Elle Est Trois»
- 2009, Премия Брэма Стокера, Грандмастер